# Hydroscapha natans
Espèce
Hydroscapha natans est une espèce d'insectes coleoptères du sous-ordre des Myxophaga et de la  famille des Hydroscaphidae. Il s'agit de l'espèce type de son genre.